# Wolfgang Schultheiss
Wolfgang Schultheiss (* 10. März 1945 in Pähl) ist ein deutscher Diplomat im Ruhestand. Er war von 8. September 2005 bis 2010 Botschafter der Bundesrepublik Deutschland in Griechenland.

## Leben
Nach dem Studium der Rechtswissenschaften an den Universitäten Tübingen, Genf und Bonn sowie dem Erwerb eines ‚Master of Laws’ (LL.M.) als James-William-Fulbright-Stipendiat an der University of Virginia Law School (1972) promovierte er 1974 mit einer Dissertation zum Thema „Umweltschutz und Freiheit der Meere“ zum Dr. jur.
Nach dem Eintritt in den Auswärtigen Dienst 1974 folgten Verwendungen an der Botschaft in Algerien (als Presse- und Wirtschaftsreferent), als Mitglied der MBFR-Delegation in Wien sowie im Auswärtigen Amt in Bonn.
Von 1986 bis 1989 war Schultheiss Botschafter der Bundesrepublik Deutschland in der Dominikanischen Republik.
Nach einer erneuten Verwendung im Auswärtigen Amt fungierte er dann von 1992 bis 1996 als Ständiger Vertreter des Botschafters in Dänemark. Von 1996 bis 2000 war er Leiter des Referats Nordeuropa im Auswärtigen Amt und wurde dann ab 1998 zusätzlich Leiter des Referats Südeuropa des Auswärtigen Amtes.
Von 2000 bis 2001 war Schultheiss stellvertretender Leiter der Zentralabteilung des Auswärtigen Amtes.
Vor seiner Verwendung als Botschafter in Griechenland war er Leiter der Auslandsabteilung im Bundespräsidialamt und begleitete dabei die Bundespräsidenten Johannes Rau und Horst Köhler auch auf Auslandsreisen.

## Schriften
- Umweltschutz und die Freiheit der Meere. Eine Studie am Beispiel der kanadischen Arctic Waters Pollution Prevention Act von 1970. Bonn 1974 (= Bonn, Univ., Rechts- u. Staatswiss. Fak., rechtswiss. Diss. 1974).
- (Hrsg. mit Evangelos Chrysos) Meilensteine deutsch-griechischer Beziehungen [Beiträge eines deutsch-griechischen Symposiums am 16. und 17. April 2010 in Athen]. Lit, Berlin 2010, ISBN 978-3-643-10902-6.
- Zuspitzungen. Anmerkungen zu "Das Amt und die Vergangenheit". Lit, Münster 2013. ISBN 978-3-643-12275-9.
- (Herausgeber, zusammen mit Ulf-Dieter Klemm): Die Krise in Griechenland: Ursprünge, Verlauf, Folgen. Campus 2015, ISBN 978-3593503080. Schultheiss ist Autor der Einleitung (S. 13–34).
- Umgangsformen, Protokoll und Etikette Privat und im Beruf Lit Verlag, Berlin 2019, ISBN 978-3-643-14132-3